# Karl Freiherr von Moreau
Karl Freiherr von Moreau (* 10. Juli 1916 in München; † 28. Januar 1997 in Kleeberg) war Gutsbesitzer in Kleeberg und Politiker (CSU).

## Leben und Wirken
Karl Freiherr von Moreau wurde als Sohn des Königlich bayerischen Kammerjunkers Friedrich Freiherr von Moreau und seiner Erika, geb. Gräfin Geldern-Egmont geboren. Friedrich Freiherr von Moreau war Besitzer von Schloss Kleeberg bei Ruhstorf an der Rott geworden, das die Familie 1881 von Alois Freiherr Weiß von Starkenfels gekauft hatte. Seine schulische Ausbildung beendete Karl Freiherr von Moreau am Humanistischen Gymnasium Passau. Er war Oberleutnant der Wehrmacht im Zweiten Weltkrieg. Nach dem Tod seines Vaters 1946 war er Besitzer von Schloss Kleeberg. Als Vertreter der CSU saß er im Bezirkstag von Niederbayern und wurde Bezirkstagsvizepräsident. Von 1970 bis 1978 war er Präsident des Bezirkstags von Niederbayern. Als solcher war Moreau wesentlich beteiligt am Aufbau des Niederbayerischen Bäderdreiecks, des Nationalparks Bayerischer Wald, der Universität Passau und am Ausbau und der Modernisierung des Bezirkskrankenhauses Mainkofen.
Karl Freiherr von Moreau war ein Bruder des Luftwaffen-Offiziers Rudolf Freiherr von Moreau und des Passauer Musikdirektors Hermann Freiherr von Moreau. 1948 heiratete er in Ettal Maria Theresia (Maresa) Freifrau von Twickel.
1987 übergab er Schloss Kleeberg an seinen Neffen Karl Benedikt Freiherr von Moreau. In Ruhstorf an der Rott ist die Karl-von-Moreau-Straße nach ihm benannt.

## Auszeichnungen
- Bundesverdienstkreuz 1. Klasse 1976
- Bayerischer Verdienstorden
- Ehrenbürger von Bad Füssing
- Ehrenring des Landkreises Passau
- Ehrenbürger der Universität Passau